# Вест Глејшер (Монтана)
Вест Глејшер (енгл. West Glacier) насељено је место без административног статуса у америчкој савезној држави Монтана.

## Демографија
По попису из 2010. године број становника је 227.
| Група             | 2000.    | 2010.       |
| Белци             | 0 (0,0%) | 226 (99,6%) |
| Афроамериканци    | 0 (0,0%) | 0 (0,0%)    |
| Азијати           | 0 (0,0%) | 0 (0,0%)    |
| Хиспаноамериканци | 0 (0,0%) | 0 (0,0%)    |
| Укупно            | 0        | 227         |